# Todas as Cores da Escuridão
Todas as Cores da Escuridão (All the Colors of the Dark, no original em inglês) é um romance de suspense escrito pelo premiado autor britânico Chris Whitaker. O livro será publicado no Brasil pela Editora nVersos em março de 2025. A obra combina elementos de mistério, thriller e drama, abordando o desaparecimento de crianças em uma pequena cidade norte-americana na década de 1970. Desde seu lançamento original, a obra tem recebido aclamação da crítica e conquistado um público fiel, figurando entre os best-sellers do New York Times.

## Sinopse
Em 1975, a pacata cidade de Monta Clare, no Missouri, é abalada por uma série de desaparecimentos misteriosos de meninas. Quando a filha de uma família influente local se torna a próxima vítima, um jovem chamado Patch decide agir, arriscando tudo para salvá-la. Seu ato heroico, no entanto, desencadeia uma série de eventos trágicos, revelando segredos sombrios que desafiam a linha tênue entre triunfo e sofrimento. Em meio a um serial killer à solta e uma complexa história de amor, o livro conduz o leitor por reviravoltas inesperadas e questiona os limites entre obsessão e esperança.

## Publicação e Recepção
Todas as Cores da Escuridão foi publicado originalmente em inglês sob o título All the Colors of the Dark pela Crown Publishing Group em 25 de junho de 2024. A obra rapidamente conquistou grande reconhecimento, tornando-se um best-seller do New York Times e sendo selecionada como leitura recomendada pelo Clube de Leitura da Jenna Bush Hager. O Boston Globe classificou o livro como o melhor thriller/mistério de 2024 até o momento, enquanto veículos como o Washington Post, She Reads e Kirkus Reviews o destacaram entre os melhores livros do ano.
O livro também foi indicado ao Goodreads Choice Awards 2024, reforçando seu impacto no público e na crítica. Além disso, de acordo com a Deadline, a Universal Pictures adquiriu os direitos para uma adaptação cinematográfica, ampliando ainda mais seu alcance e notoriedade. Sarah Gubbins (Pam & Tommy, Better Things) adaptará o projeto, os produtores executivos são Naegle, Krug, Hager, Ben Spector (presidente da Thousand Voices) e Whitaker, que também escreveu Tall Oaks, All the Wicked Girls e We Begin at the End. 

## Sobre o autor
Chris Whitaker é um escritor britânico nascido em Londres, conhecido por suas contribuições ao gênero de suspense e mistério. Antes de se dedicar à literatura, trabalhou por dez anos como trader financeiro. Seus livros anteriores, como Tall Oaks, We Begin at the End e All the Wicked Girls, foram traduzidos para mais de trinta idiomas e receberam diversos prêmios literários. Whitaker venceu o CWA John Creasey New Blood Dagger Award por Tall Oaks e o Gold Dagger Award pelo aclamado We Begin at the End, que também foi eleito Livro do Ano pelo Theakston Old Peculier Crime Novel.